# 黄山乌头
黄山乌头（学名：Aconitum carmichaeli var. hwangshanicum）为毛茛科乌头属下的一个变种。

## 扩展阅读
- 維基物種上的相關：黄山乌头